# Solsikke-slægten
Solsikke-slægten (Helianthus) rummer ca. 60 arter, der alle er udbredt i Nordamerika. Det er én- eller flerårige, urteagtige planter, hvoraf nogle enkelte danner rodknolde. Stænglen er opret til opstigende, men nedliggende og krybende former findes også. Hvis stænglen overhovedet er forgrenet, sker det først i den yderste del. Bladene kan være grundstillede eller sidde op langs stænglen. Der findes både arter med spredte, modsatte og spredte/modsatte blade. Bladpladen er oftest trekantet og lancetformet til ægformet med hel eller tandet (eller sjældent: lappet) rand. Blomsterkurvene sidder enkeltvis eller flere sammen i grupper. Kurven består af både tungeformede randkroner og rørformede skivekroner. Hylsterbladet er mere eller mindre halvkugleformet, klokkeformet eller kileformet. Frugterne er nødder, der er nærmer sig pyramideform.
| Beskrevne Arter |

- Almindelig solsikke (Helianthus annuus)
- Mørkøjet solsikke (Helianthus atrorubens)
- Blød solsikke (Helianthus mollis)
- Staudesolsikke (Helianthus pauciflorus)
- Purpursolsikke (Helianthus petiolaris)
- Pilebladet solsikke (Helianthus salicifolius)
- Jordskok (Helianthus tuberosus)

| Andre Arter |

| - Helianthus agrestis - Helianthus angustifolius - Helianthus annuus - Helianthus anomalus - Helianthus argophyllus - Helianthus arizonensis - Helianthus bolanderi - Helianthus californicus - Helianthus carnosus - Helianthus ciliaris - Helianthus cusickii - Helianthus debilis - Helianthus decapetalus - Helianthus deserticola - Helianthus divaricatus - Helianthus eggertii | - Helianthus exilis - Helianthus floridanus - Helianthus giganteus - Helianthus glaucophyllus - Helianthus gracilentus - Helianthus grosseserratus - Helianthus heterophyllus - Helianthus hirsutus - Helianthus laciniatus - Helianthus laevigatus - Helianthus longifolius - Helianthus maximiliani - Helianthus microcephalus - Helianthus neglectus - Helianthus niveus - Helianthus nuttallii | - Helianthus occidentalis - Helianthus paradoxus - Helianthus porteri - Helianthus praecox - Helianthus pumilus - Helianthus radula - Helianthus resinosus - Helianthus schweinitzii - Helianthus silphioides - Helianthus simulans - Helianthus smithii - Helianthus strumosus - Helianthus tuberosus - Helianthus verticillatus |